# 山手八番馆
山手八番馆（日语：やまてはちばんかん）是日本兵庫县神户市北野町重要傳統建造物群保存地區的一座異人館。原名舊三仙宅邸。也是目前重要傳統的建造物群保存地區「北野町山本通」的構成部分。
這棟建築物在大正時代作為三仙的私人住宅建造。為三座都鐸時代建築的塔樓及連在一起，具有三連式凸窗的特徵。其建築物內部擺滿了以東西方雕塑為主的藝術作品，包括罗丹、布德尔、伯纳德、伦勃朗等人的作品。

## 主要展品
- 奥古斯特·罗丹《水仙》
- 安托万·布德尔《自畫像》
- 皮埃尔-奥古斯特·雷诺阿《裸女》
- 阿尔布雷希特·丢勒《處女與孩子》（印刷品）
- 威廉·贺加斯《妓女的朝聖之旅》（印刷品）
- 《名佛》（犍陀羅國，公元3世紀），
- 佛頭（泰國，約 13 至 14 世紀）
- 彩色玻璃（德國，16 和 17 世紀）
- 撒旦椅兩座
- 木雕（東非，馬孔德人的原始藝術）

## 相關
- 開館時間 - 9～18時（冬季為17時）
- 休館日 - 全年無休
- 所在地 - 兵庫県神戸市中央區北野町2-20-1

## 外部連結
- 官方網站 （页面存档备份，存于）